# Consiglio del Fronte di Salvezza Nazionale
Il Consiglio del Fronte di Salvezza Nazionale (in romeno Consiliul Frontului Salvării Naționale, abbreviato CFSN) fu un organo di potere provvisorio non elettivo della Romania, creato il 22 dicembre 1989 in seguito alla rivoluzione rumena del 1989, l'ultima delle rivoluzioni anticomuniste del 1989. Presieduto ininterrottamente da Ion Iliescu, fu chiamato inizialmente Fronte di Salvezza Nazionale (in romeno Frontul Salvării Naționale, abbreviato FSN), ma dopo la creazione del partito politico omonimo gli fu preferita la denominazione di "Consiglio del Fronte di Salvezza Nazionale", per distinguere l'istituzione dal partito.
Nel febbraio 1990 fu ridenominato Consiglio Provvisorio di Unione Nazionale (in romeno Consiliul Provizoriu de Uniune Națională, abbreviato CPUN). L'organo fu sciolto dopo le elezioni del 1990, in seguito alle quali si formò il primo parlamento eletto della Romania democratica.

## Storia

### Proclamazione del Consiglio del Fronte di Salvezza Nazionale
Il 22 dicembre 1989, per colmare il vuoto di potere dovuto alla fuga dei coniugi Ceaușescu, il potere fu assunto ad interim da un gruppo costituitosi intorno alla figura dell'ex direttore dell'Editura Tehnică Ion Iliescu, membro di lungo corso del Partito Comunista Rumeno (PCR). L'organizzazione era composta da politici dissidenti del vecchio regime, che costituivano la categoria più rappresentata in seno al comitato (tra i quali Ion Iliescu, Silviu Brucan, Dumitru Mazilu e Alexandru Bârlădeanu), intellettuali (tra i quali Doina Cornea, Ana Blandiana e Mircea Dinescu) e militari (tra i quali Ștefan Gușă e Victor Stănculescu). Il Consiglio del Fronte di Salvezza Nazionale aveva l'obiettivo di promuovere «la democrazia, la libertà e la dignità del popolo rumeno». La sera del 22 dicembre Iliescu rese pubblico il «Comunicato al paese del Consiglio del Fronte di Salvezza Nazionale» (Comunicatul către țară al Consiliului Frontului Salvării Naționale), nel quale dichiarava disciolte tutte le strutture di potere dell'era Ceaușescu e che il Consiglio assumeva la guida del paese.
Il comunicato riassumeva in dieci punti gli obiettivi dell'istituzione: la rinuncia al sistema politico a partito unico, l'organizzazione di libere elezioni, la separazione dei poteri e la redazione di una nuova costituzione, la ristrutturazione dell'economia nazionale in senso capitalista, la ristrutturazione del sistema agricolo, la riorganizzazione del sistema educativo in senso democratico, il rispetto dei diritti e delle libertà delle minoranze etniche, l'attenzione al fabbisogno quotidiano dei cittadini rumeni contro le politiche di esportazione commerciale coatta, l'avvicinamento alle istituzioni europee, il rispetto dei diritti e delle libertà dell'uomo. Il 25 dicembre le gerarchie del Consiglio approvarono l'esecuzione dei Ceaușescu, mentre il 26 dicembre il CFSN diede a Petre Roman l'incarico di formare il governo provvisorio.

### Leggi emanate dal Consiglio
Il primo decreto ufficiale dato dal CFSN fu in funzione abrogativa. Questo, infatti, cancellò numerose norme illiberali istituite dal regime, come quelle sull'aborto, sul razionamento alimentare o la gestione economica delle imprese di stato. Furono eliminate le strutture di epoca comunista come il Consiglio di stato, abolita la censura, ripristinate le libertà di parola e di culto.
In un primo momento il CFSN fu composto da 39 membri, ma furono portati a 145 il 27 dicembre, in seguito all'emanazione della legge 2/1989 sul funzionamento dell'istituzione. Con l'ampliamento fu introdotto anche un ufficio esecutivo composto da 11 membri, ognuno alla guida di una specifica commissione settoriale, sotto la supervisione del presidente Ion Iliescu e del suo vice Dumitru Mazilu. Il decreto riprendeva i canoni esposti nel comunicato del 22 dicembre, ribadendo che il Consiglio riuniva i rappresentanti «di tutte le forze patriottiche dello stato, tutte le categorie sociali e tutte le nazionalità», con la finalità di realizzare una società democratica che avrebbe garantito i diritti fondamentali dell'uomo e del cittadino. La legge stabiliva esplicitamente il nome del paese (Romania), la forma di governo (repubblica) e la bandiera (il tricolore blu, giallo e rosso).
Le attribuzioni del CFSN riguardavano l'emanazione di decreti legge, la nomina e la revoca del primo ministro, l'approvazione della composizione del governo e la proposta del nome del primo ministro. Il Consiglio, quindi, funzionò de facto come un parlamento, mentre il governo era responsabile delle proprie azioni di fronte al CFSN, che aveva il diritto di annullare le decisioni del gabinetto governativo. Il decreto legge 10 del 31 dicembre 1989 introdusse i criteri di funzionamento del governo, che veniva definito come l'organo supremo dell'amministrazione, ma che aveva l'obbligo di rispettare le indicazioni del CFSN.
Il Consiglio, ma non il governo tramite i ministeri, controllava direttamente la polizia e le forze armate. A tal proposito il decreto 4/1989 riorganizzò le forze di polizia, i servizi segreti e le attività del ministero degli interni. Fu eliminata la polizia politica, la Securitate, le cui strutture furono trasferite in subordine al ministero della difesa e affidate alla direzione di Gelu Voican Voiculescu. Il 18 gennaio 1990 fu fondato il Serviciul de Informații Externe (SIE), il 1º febbraio nacque la Direzione di informazione e controspionaggio del ministero degli interni (conosciuta come DIPI o UM 0215), mentre il 26 marzo fu creato il Serviciul Român de Informații (SRI).
La legge 2/1989 regolamentava, inoltre, l'organizzazione delle strutture territoriali che rispondevano gerarchicamente al CFSN a livello di distretto, municipio, città e comune, che si configuravano come organi di potere a livello locale in subordine al CFSN.
Il 31 dicembre fu presentato il decreto legge 8/1989 sulla registrazione e il funzionamento dei partiti politici. Questo prevedeva l'iscrizione delle forze politiche ad uno speciale registro presso il tribunale di Bucarest con la firma di almeno 251 membri. L'atto consentì la formazione di nuovi gruppi politici e la rifondazione di partiti storici soppressi negli anni quaranta con l'avvento della dittatura, il Partito Nazionale Contadino Cristiano Democratico (PNȚCD) di Corneliu Coposu, il Partito Nazionale Liberale (PNL) di Radu Câmpeanu e il Partito Social Democratico Romeno di Sergiu Cunescu.
Sul piano dell'economia, il 2 gennaio 1990 fu emanato il decreto legge sull'istituzione dell'Istituto Nazionale di Ricerca Economica, che il 20 aprile 1990 presentò al governo la «Bozza sulla strategia di realizzazione di un'economia di mercato in Romania». Il 18 gennaio 1990 il decreto legge 30/1990 dispose il trasferimento allo stato dell'intero patrimonio appartenuto al Partito Comunista Rumeno. Il 5 febbraio fu introdotto il decreto legge sull'organizzazione delle attività economiche private.
La prima seduta ufficiale a ranghi completi del Consiglio avvenne il 4 gennaio 1990.

### Evoluzione politica del CFSN
Nonostante dichiarazioni contrastanti, già nei primi giorni di governo emerse nel gruppo la volontà di trasformare il CFSN in un partito politico. Iliescu intendeva riprendere l'idea sul "grande partito" proposta da Silviu Brucan, in modo da poter concorrere alle future elezioni. Non si trattò, tuttavia, di una decisione libera da critiche e polemiche. Contrari alla trasformazione in partito, lasciarono il gruppo Doina Cornea, Dumitru Mazilu, Mircea Dinescu, Ion Caramitru, Ana Blandiana e Octavian Paler. Il 23 gennaio il CFSN deliberò la nascita del partito del Fronte di Salvezza Nazionale (FSN) con 128 voti a favore, 8 contrari e 5 astenuti. Il FSN e Iliescu, autentica figura di riferimento per l'intero gruppo, quindi, guidando tutti gli organi di potere provvisorio si ritrovarono a detenere il monopolio del panorama politico e mediatico del paese. In rottura con Iliescu, il 4 febbraio 1990 anche Silviu Brucan abbandonò il CFSN, affermando di aver completato gli obiettivi che si era prefissato, ma che la Romania non era ancora pronta ad abbracciare un sistema pienamente democratico.
A causa di questa mossa i principali gruppi di opposizione al FSN, cioè Partito Nazionale Contadino Cristiano Democratico (PNȚCD) e Partito Nazionale Liberale (PNL), accusarono apertamente il FSN di mettere in pericolo la democrazia e di voler ricostituire un omologo del PCR. Malgrado i propositi di rinnovamento, infatti, la base del FSN era strettamente legata all'ideologia comunista e la sua dirigenza aveva avuto un ruolo attivo nel partito unico sotto il regime.
Il 28 gennaio 1990, quindi, le opposizioni organizzarono delle proteste a Bucarest. Preoccupato dall'escalation, Ion Iliescu fece appello alla classe lavoratrice perché intervenisse in difesa della patria contro possibili destabilizzazioni. L'invito venne accolto dai minatori della valle del Jiu, che si resero protagonisti di violenze e parteciparono alla repressione delle manifestazioni al fianco delle forze dell'ordine. Si trattò della prima mineriada. Un episodio simile si ripeté a meno di un mese di distanza e nuovamente nel mese di giugno 1990, nel pieno delle manifestazioni anti-Iliescu organizzate dagli studenti (golaniada), che protestavano contro la continuità della classe politica del nuovo ordinamento rispetto a quella della Romania comunista.

### Il Consiglio Provvisorio di Unione Nazionale
In conseguenza della svolta politica del FSN, i vertici del Consiglio ritennero di dover rivedere anche il ruolo dell'istituzione per una sua riconversione. Il 1º febbraio i dirigenti del CFSN si incontrarono a tal riguardo con i membri dei 30 partiti politici fondati fino a quel momento per la costituzione di un nuovo organismo, che avrebbe raccolto l'eredità del Consiglio e garantito rappresentanza a tutte le forze politiche. Una delle disposizioni concordate dalle parti nel corso dell'incontro, celebratosi presso il Palazzo del Patriarcato del Dealul Mitropoliei a Bucarest, prevedeva che il 50% dei membri del nuovo organo sarebbe provenuto dal FSN e l'altra metà assegnata agli altri partiti. Il nuovo ente si chiamò Consiglio Provvisorio di Unione Nazionale (Consiliul Provizoriu de Uniune Națională, CPUN) che, concepito inizialmente per 241 membri, per via della fondazione di sempre più nuovi partiti arrivò ad averne 269 (27 dai partiti delle minoranze etniche, 3 indicati dall'Associazione degli ex detenuti politici della Romania, uno per il presidente del CPUN, mentre i posti restanti furono divisi al 50% tra il FSN e i membri degli altri partiti). In base al decreto legge 81 del 9 febbraio 1990, il CPUN prelevava tutte le attribuzioni del CFSN e diventava il nuovo organo provvisorio di potere fino ad elezioni. Pur riformato, tuttavia, il reale potere rimaneva soprattutto al FSN, che controllava la maggioranza, il governo e la totalità della pubblica amministrazione e degli enti di stato.
La seduta del CPUN del 13 febbraio indicò i nuovi membri dell'ufficio esecutivo, confermando la presidenza di Iliescu e assegnando la vicepresidenza a cinque rappresentanti dei partiti: Ion Caramitru (PNȚCD), Radu Câmpeanu (PNL), Cazimir Ionescu (FSN), Károly Király (UDMR) e Ion Mânzatu (PR).
Il principale atto del CPUN fu la legge elettorale per le prime libere elezioni, indette per il 20 maggio 1990. In seguito ad accese sessioni parlamentari, il 14 marzo 1990 il Consiglio approvò quasi all'unanimità il decreto legge 92/1990 con un solo voto contrario e due astenuti. Questo regolamentava le elezioni per il presidente della repubblica e per le due camere del futuro parlamento. La legge elettorale, infatti, gettò le basi di numerosi provvedimenti che sarebbero stati ripresi nella futura costituzione, introducendo il bicameralismo in Romania e i regolamenti per il funzionamento del nuovo parlamento. Oltre a prescrivere il numero di deputati (387) e senatori (119) e il sistema di voto proporzionale senza soglia di sbarramento, il decreto legge 92/1990 stabilì che la legislatura costituente avrebbe avuto a disposizione 18 mesi per elaborare ed approvare un testo costituzionale. Una volta adottato, il parlamento avrebbe dovuto indire nuove elezioni entro un anno. L'atto normativo decretò i principi della separazione dei poteri, dello stato di diritto e del voto libero, segreto e diretto, affermando che il potere legislativo sarebbe stato assunto dal parlamento. Malgrado le proteste di piazza, tuttavia, il CPUN non inserì nel decreto l'applicazione dell'art.8 della proclamazione di Timișoara sull'interdizione dagli incarichi pubblici per gli ex membri del PCR.

### Elezioni del maggio 1990
La tornata elettorale del 20 maggio 1990, con la contemporanea celebrazione delle presidenziali e delle parlamentari, fu un successo per il FSN. Iliescu sconfisse con una maggioranza bulgara gli avversari alla presidenza Radu Câmpeanu (PNL) e Ion Rațiu (PNȚCD), mentre il partito conseguì la maggioranza assoluta in entrambe le camere, garantendosi la possibilità di nomina del primo ministro (Petre Roman), del presidente del senato (Alexandru Bârlădeanu) e del presidente della camera (Dan Marțian). Il nuovo parlamento assunse l'incarico il 18 giugno 1990, mentre il CPUN fu sciolto.